# Kristina Gadschiew
Kristina Gadschiew (Vasil'evka, 3 luglio 1984) è un'astista tedesca.

## Palmarès
| Anno | Manifestazione  | Sede     | Evento           | Risultato | Prestazione | Note |
| ---- | --------------- | -------- | ---------------- | --------- | ----------- | ---- |
| 2007 | Universiadi     | Bangkok  | Salto con l'asta | Argento   | 4,40 m      |      |
| 2009 | Europei indoor  | Torino   | Salto con l'asta | 5ª        | 4,35 m      |      |
| 2009 | Universiadi     | Belgrado | Salto con l'asta | Bronzo    | 4,50 m      |      |
| 2009 | Mondiali        | Berlino  | Salto con l'asta | 10ª       | 4,40 m      |      |
| 2010 | Mondiali indoor | Doha     | Salto con l'asta | 7ª        | 4,40 m      |      |
| 2011 | Europei indoor  | Parigi   | Salto con l'asta | Bronzo    | 4,65 m      |      |
| 2011 | Mondiali        | Taegu    | Salto con l'asta | 10ª       | 4,55 m      |      |
| 2012 | Mondiali indoor | Istanbul | Salto con l'asta | 12ª       | 4,30 m      |      |
| 2013 | Europei indoor  | Göteborg | Salto con l'asta | 7ª        | 4,37 m      |      |
| 2013 | Mondiali        | Mosca    | Salto con l'asta | 10ª       | 4,45 m      |      |